# Sybil Ludington
Sybil Ludington, també escrit Sibbell (Kent, estat de Nova York, 5 d'abril de 1761 – Unadilla, 26 de febrer de 1839) fou una heroina de la Guerra de la Revolució Americana. El 26 d'abril de 1777, amb només 16 anys aquesta filla del coronel de la milícia colonial, Henry Ludington, va fer una correguda a cavall tota la nit a fi d'alertar les forces de la milícia a les ciutats veïnes del que és avui el comtat de Putnam (estat de Nova York), de la crema de la ciutat de Danbury al Connecticut, per part de les forces britàniques.
La figura de Sybil Ludington ha tingut un reconeixement notable i ha gaudit d'una gran popularitat d'ençà del 1900. Es van construir estàtues commemoratives que l’honoren i s’han escrit diversos llibres sobre ella. Un d'aquests homenatges va ser un segell de correus en el marc del bicentenari dels Estats Units el 25 de març de 1975 i que la representa sobre el seu cavall.

## Biografia
Sybil Ludington nasqué el 5 d'abril de 1761 a Fredericksburg, aleshores un barri de la ciutat de Kent, a l'estat de Nova York, que es coneix ara com a Ludingtonville. Era la més gran dels dotze infants d'Abigail Knowles i Henry Ludington. El seu pare era un oficial de la milícia colonial, que havia ascendit al rang de coronel durant la guerra d’independència i va servir d’ajudant de camp de George Washington cercant informants que poguessin proporcionar informació sobre les activitats dels soldats britànics. Per aquest motiu és recordat com un dels precursors dels serveis secrets dels Estats Units.
Els seus genitors es conegueren durant la Guerra franco-índia, quan el seu pare feia via cap al Quebec amb una milícia de Connecticut. Henry i Abigail es van casar l'1 de maig de 1760 i Sybil va néixer l'any següent. Més endavant, la família es va traslladar al comtat de Dutchess, on tingueren altres onze fills, el més petit dels quals, Lewis Ludington, va néixer el 25 de juny de 1786 i es va convertir en un destacat empresari i promotor immobiliari. Frederick, un altre dels seus germans, va ser el pare de Harrison Ludington, el tretzè governador de Wisconsin.
Es veu que, anteriorment a la seva feta famosa, Sybil havia salvat son pare d'una possible captura. Un lleialista que es deia Ichobod Prosser amb 50 altres persones havia provat d'atrapar el coronel Ludington, però Sybil va encendre espelmes per tota la casa i féu que els seus germans passaren davant les finestres de manera militar, la qual cosa va donar la impressió als enemics que unes tropes estaven guardant la casa. Llavors, els lleialistes van fugir.
La seva gesta ocorregué el 26 d'abril de 1777 quan l'adolescent va recórrer a cavall un total d'uns 64 km (40 milles), arrecerada per la foscor de la nit, a través Carmel, Nova York fins a Mahopac, i després a Kent Cliffs i Farmers Mills, abans de tornar finalment cap a casa.

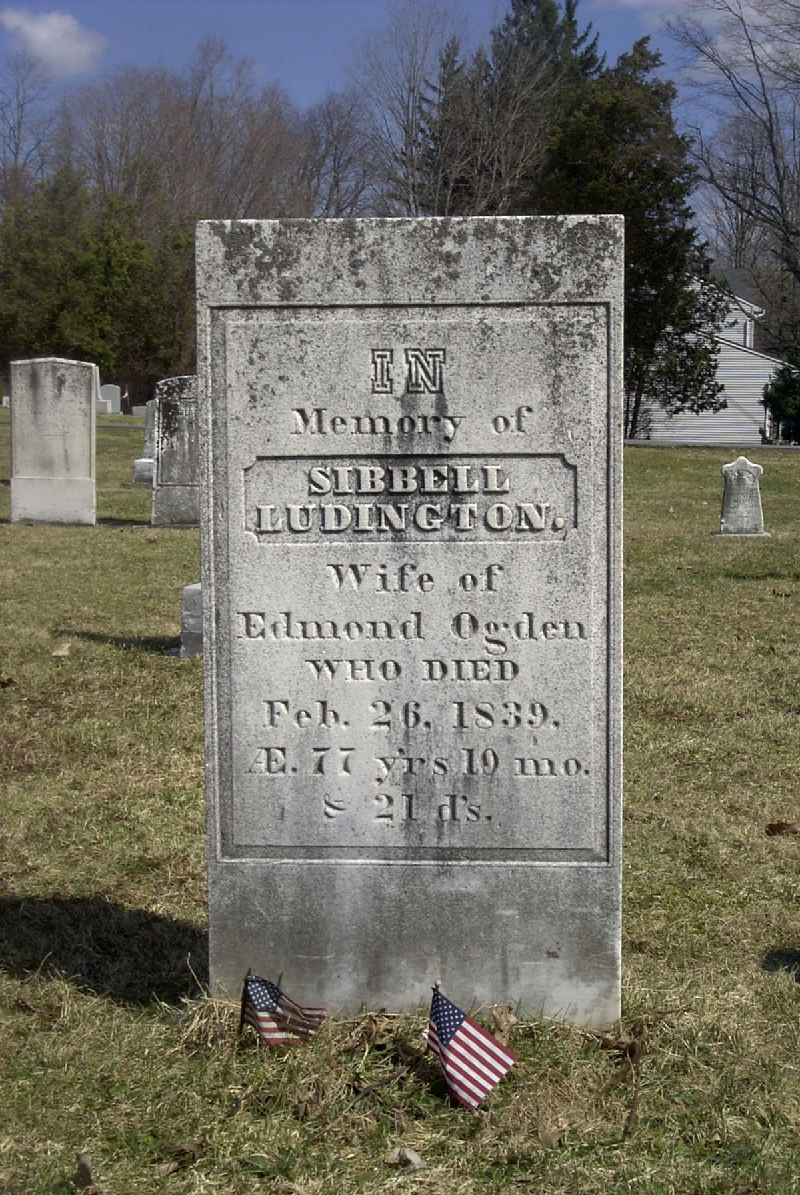
Tomba de Sybil Ludington, amb el seu nom escrit Sibell

Un cop s'acabà la guerra, el 1784, Sybil es va casar amb Edmond Ogden, amb qui va tenir un fill anomenat Henry. El 1792 la parella es va traslladar a Catskill, on van dirigir una fonda i on visqué fins al 1811. Més tard es va traslladar amb la família del seu fill a Unadilla on va morir (segons unes altres fonts a Catskill) el 26 de febrer de 1839. Fou enterrada al costat del seu pare al cementiri de la ciutat de Patterson.